# Трасса (фильм, 1978)
«Трасса» — советско-чехословацкая кинодрама, посвящённая жизни водителей, работающих в условиях Крайнего Севера.

## Сюжет
На севере Тюменской области, где прокладываются трассы нефтепроводов, проходит испытания новая модель грузовика «Татра». Желая улучшить машины и адаптировать их для условий Крайнего Севера, в СССР приезжает группа чешских испытателей-инженеров, среди которых — весельчак Карел Войта. Работа в новых, сложных условиях Сибири, самоотверженный труд, любовь, закончившаяся трагически — все это заставляет героя по-иному взглянуть на себя. Недооценив природные условия, чешский испытатель оказывается в сложной ситуации. Но ему помогли новые друзья и он обретает любимую девушку.

## В ролях
- Ян Каниза[чеш.] — водитель-испытатель Карел Войта
- Валентина Шендрикова — врач Маргарита Александровна
- Борис Щербаков — Аркадий Воеводин, водитель, бывший муж Риты
- Анатолий Солоницын — Лев Николаевич Сливин, работник министерства  (роль озвучил Игорь Ефимов; в титрах не указан)
- Виктор Гоголев — Александр Александрович Борисов, начальник испытаний (роль озвучил Игорь Ефимов; в титрах не указан)
- Евгений Леонов-Гладышев — Миша, водитель
- Владимир Раж — Йозеф Вендлер, представитель «Татры» в Москве
- Витезслав Яндак — Жлабичек
- Ян Поган[чеш.] — Гонза Шембера, старший группы водителей-испытателей из Чехословакии
- Виктор Ильичёв — Виктор, водитель
- Итка Зеленогорская[чеш.] — продавец
- Павел Кашлаков — водитель
- Виктор Терехов — диспетчер

## Съёмочная группа
- Сценаристы: Александр Горохов, Александр Лукеш, Карел Вальтера
- Режиссёры: Наталья Трощенко, Анатолий Вехотко
- Оператор: Эдуард Розовский
- Художники-постановщики: Валерий Юркевич
- Композиторы: Игорь Цветков
- Монтажер: Изольда Головкова
- Постановщик трюков: Дмитрий Шулькин

## Награды
Почётная грамота фильму на кинофестивале в Карловом Градце-79.